# Can Xifre
Can Xifre és un edifici catalogat com a monument als afores del nucli de Santa Coloma de Farners (la Selva). Antiga masia, totalment reformada. L'antiga propietària era Dolors Fornés Alibés i l'hereu és Ramon Vilahur, aquest és l'actual propietari d'algunes extensions de terra que rodegen la finca. Es tracta d'un gran complex, amb altres edificacions i annexos que al llarg dels anys per les necessitats de l'escola s'han anat annexant a la casa original. La part que mira a la carretera és totalment reformada i nova, mentre que l'altra s'ha conservat.

## Arquitectura
Està formada per un cos principal, de dues plantes i golfes, amb vessant a lateral. La porta principal de la façana és d'arc de mig punt adovellat, amb un petit relleu d'un àngel al damunt de l'arc.

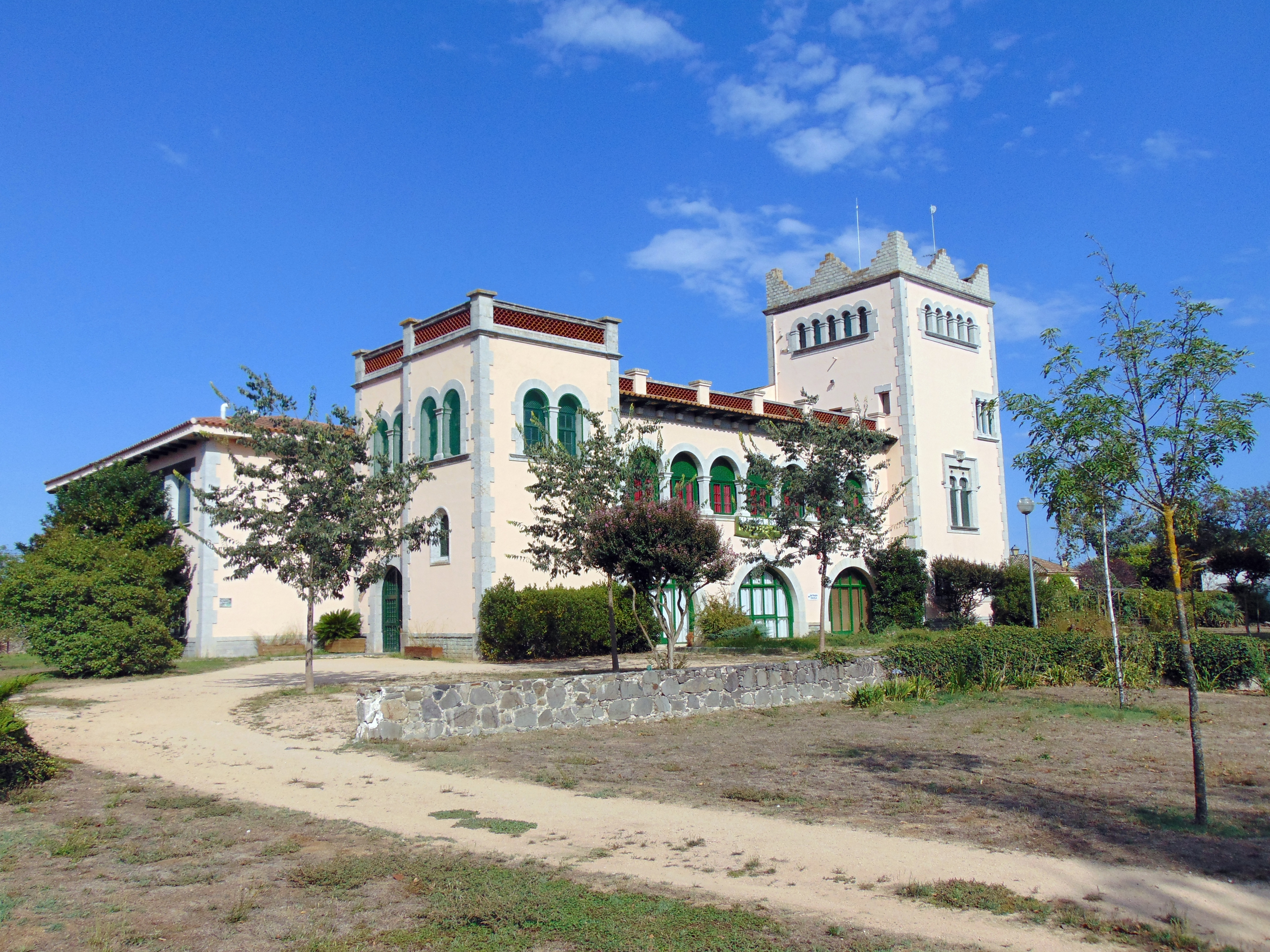
Façana lateral i entrada a l'escola

La porta està flanquejada per dues finestres amb impostes, al primer pis les obertures són decorades amb guardapols, i les dues dels extrems amb balcó i barana de ferro forjat. Les golfes tenen finestres d'arc de mig punt, agrupades en tres grups de tres seguint la simetria de la façana. La paret és arrebossada i pintada de color crema que fa ressaltar el verd fosc de totes les obertures.
A la dreta hi ha una torre quadrangular de quatre plantes. Les obertures són totes noves, d'estil neogòtic i neorenaixentista: a la planta baixa són rectangulars amb llinda de pedra; al primer pis, hi ha una finestra centrada, a cada cara, gòtica biforada amb columneta i arquets lobulats i emmarcada en una motllura rectangular. Al segon pis es troba una obertura a la cantonada amb doble columneta a cada cara i ampit de pedra. Finalment, al pis superior, hi ha una galeria de cinc finestres amb arc de mig punt i estan separades per pilars. La torre és coronada per merlets en forma piramidal esglaonats i fets de carreus ben tallats. Al damunt hi ha un terrat-mirador al qual s'hi pot accedir des de l'interior a través d'una escala de cargol.
Dins la casa un pati interior fa de distribuïdor de les diverses dependències, envoltat d'arcs de mig munt i cobert de vidre, dona molta llum. Hi ha més d'una escala que mena a la planta superior, cal destacar la de la part posterior que té un arrambador de ceràmica típica catalana, de color verd i groc.
La façana lateral és a un altre nivell, sense les golfes, destaca la galeria d'obertures amb arcs de mig punt, i sota la teulada, un voladís decorat amb ceràmica vidrada que representa gerros amb flors. La façana del darrere presenta una decoració diferent que la lateral, aquí el voladís és de ceràmica amb motius vegetals.